# Bardwell (Kentucky)
Bardwell város az USA Kentucky államában. Lakosainak száma 714 fő (2020. április 1.).

## Népesség
A település népességének változása:

| 2010 | 723 |
| 2020 | 714 |